# Blenda (fotografia)

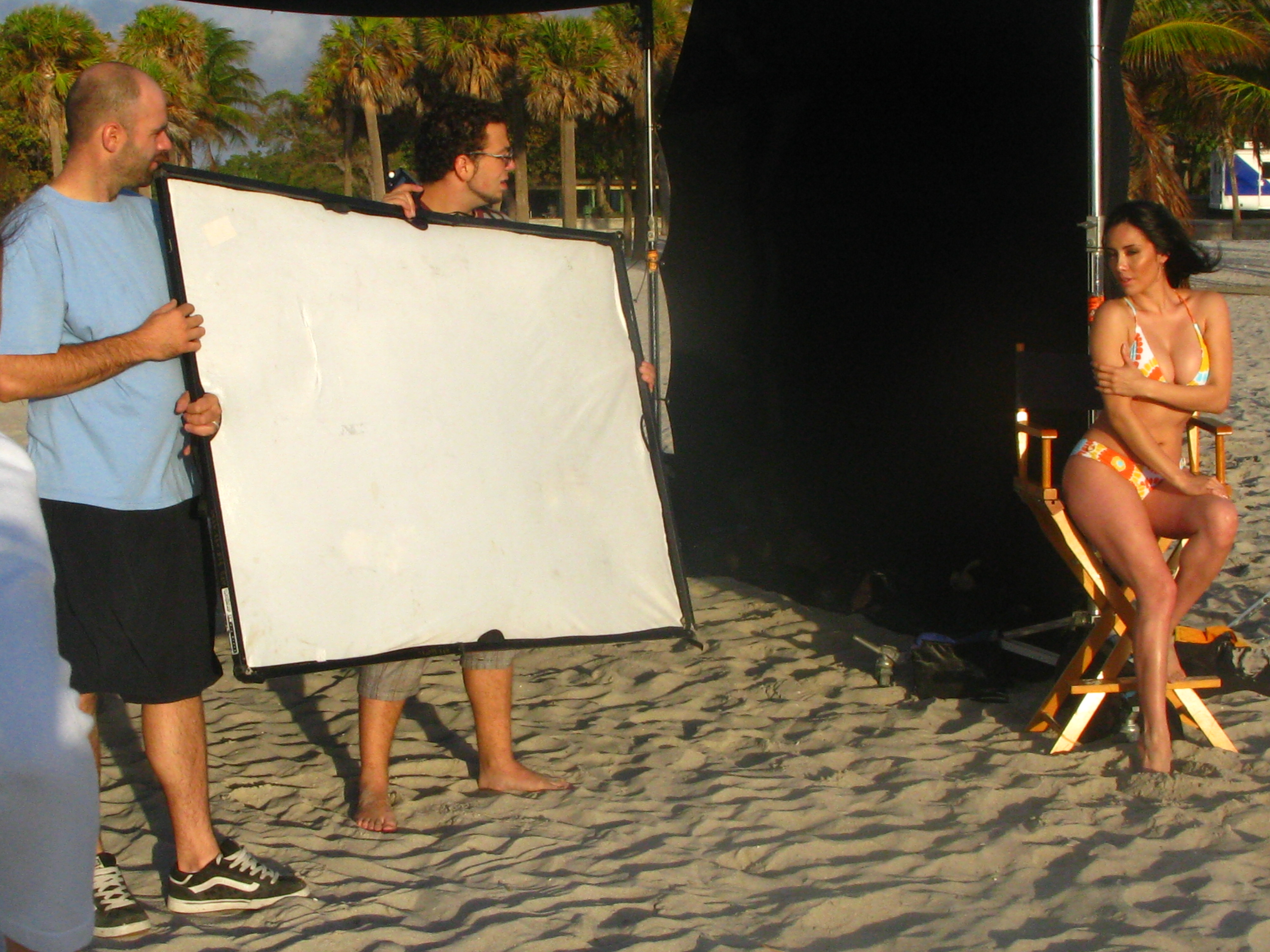
Fotografowanie z użyciem blendy

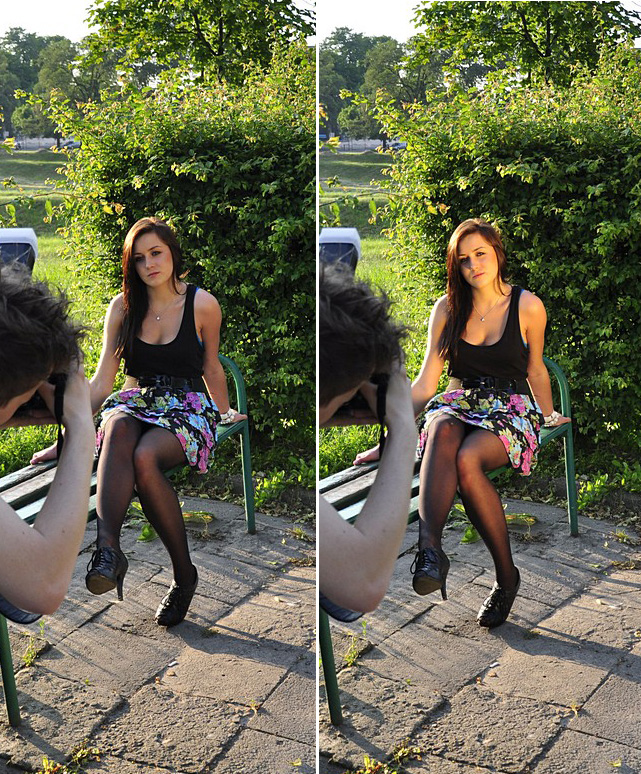
Różnica w doświetleniu modelki przy korzystaniu z blendy

Blenda (ekran odblaskowy) – element służący do odbicia światła w celu uzyskania odpowiedniego oświetlenia fotografowanego obiektu. 
W zależności od użytego materiału odbite światło przybiera różne formy: ciepłe kolory i ostre cienie (powłoka metaliczna - złota), zimne kolory i ostre cienie (powłoka metaliczna - srebrna), czy też rozmyte cienie przy zimnych kolorach (powłoka niemetaliczna - biała).
W zastosowaniach amatorskich często jako blendę wykorzystuje się materiały ogólnodostępne, takie jak: lustra, papier, styropian, aluminiowa folia spożywcza i inne.